# Dolomitenlauf
Dolomitenlauf  och är ett långlopp inom längdskidåkningen. Det körs årligen utanför Lienz i Östtyrolen. Det hade premiär 1970 och har ingått i Worldloppet så länge Worldloppet funnits.

## Vinnare
| År   | Herrar                | Damer                |
| ---- | --------------------- | -------------------- |
| 2000 | Inställt              | Inställt             |
| 2001 | Christian Hoffmann    | Svetlana Nagejkina   |
| 2002 | Inställt              | Inställt             |
| 2003 | Pietro Piller Cottrer | Lara Peyrot          |
| 2004 | Markus Hasler         | Maria Schönach       |
| 2005 | Christian Hoffmann    | Kateřina Neumannová  |
| 2006 | Silvio Fauner         | Irina Terentjeva     |
| 2007 | Inställt              | Inställt             |
| 2008 | Tullio Grandelis      | Tatjana Jambajewa    |
| 2009 | Teemu Kattilakoski    | Susanna Nevala       |
| 2010 | Fabio Santus          | Jenny Hansson        |
| 2011 | Fabio Santus          | Seraina Mischol      |
| 2012 | Fabio Santus          | Valentyna Sjevtjenko |
| 2013 | Sergio Bonaldi        | Olga Michajłowa      |
| 2014 | Petr Novák            | Riitta-Liisa Roponen |

### Fotnoter
1. ↑  ”Dolomitenlauf” (på engelska). Worldloppet. http://www.worldloppet.com/dolomitenlauf.php. Läst 4 mars 2015.
2. ↑  Hoppet.com.au: Australian Team Reports 1999/2000 Arkiverad 13 april 2013 hämtat från the Wayback Machine. (engelska)
3. ↑  Worldloppet Ski Federation - Fis Marathon Cup Season 2000/2001 Arkiverad 2 februari 2014 hämtat från the Wayback Machine. (engelska)
4. 1 2  Worldloppet: All races - all results Arkiverad 4 december 2013 hämtat från the Wayback Machine. (engelska)
5. ↑  WP.PL: Piller oraz Peyrot najszybsi w Dolomitenlauf
6. ↑  Wintersport.as: Dolomitenlauf results (engelska)
7. ↑  maxfun.at: Dolomitenlauf 2005 Arkiverad 22 februari 2013 hämtat från the Wayback Machine. {{{2}}}
8. ↑  Wyniki 2006 na stronie Worldloppet (engelska)
9. ↑  Wyniki 2008 na stronie Worldloppet (engelska)
10. ↑  Wyniki 2009 na stronie Worldloppet (engelska)
11. ↑  Wyniki 2010 na stronie Worldloppet (engelska)
12. ↑  Wyniki 2011 na stronie Worldloppet (engelska)
13. ↑  Wyniki 2012 na stronie Worldloppet (engelska)
14. ↑  Wyniki 2013 na stronie FIS Arkiverad 19 augusti 2018 hämtat från the Wayback Machine. (engelska)
15. ↑  Wyniki 2014 na stronie FIS Arkiverad 4 mars 2016 hämtat från the Wayback Machine. (engelska)